# Порожнюк, Александр Николаевич
Александр Николаевич Порожнюк (род. 1947, Грузинская ССР) — советский и украинский скульптор.

## Биография
В 1961 году вместе с родителями переехал на Украину. С 1965 по 1970 год учился в Львовском институте прикладного и декоративного искусства, у известного украинского скульптора Дмитрия Петровича Крвавича. С 1970 года живёт и работает в Донецке. Как скульптор реализует себя в разных жанрах пластического искусства, создавая как монументальные произведения большого общественного звучания, так и портреты психологического характера.

## Основные работы
- 1984 — «Твоим освободителям, Донбасс» (монумент, скульпторы Балдин, Юрий Иванович; Порожнюк, Александр Николаевич; архитекторы В. П. Кишкань и М. Я. Ксеневич; инженер-конструктор Райгородецкий Е. Л.)
- 1996 — Памятник погибшим воинам-афганцам (скульптор — Порожнюк А. Н., архитектор Темкин Е. М.)
- 1998 — Памятник сотрудникам органов внутренних дел (скульптор Порожнюк А. Н., архитектор — Олейник Ю. П.)
- 1999 — Статуя Фемиды в областном арбитражном суде.
- 2005 — Памятник жертвам политических репрессий, установленный на Рутченковом поле (скульптор Порожнюк А. Н., архитектор Бучек, Владимир Степанович).
- 2007 — Графический цикл на тему Холокост. Дата обращения: 22 мая 2007. Архивировано из оригинала 30 ноября 2012 года.: «И да будет мой стон с Тобою».
- 2010 — Конная статуя «Александр Невский»
- 2011 — Статуя Иисуса Христа.

Автор скульптурных портретов Александра Сергеевича Пушкина, Николая Васильевича Гоголя, Марины Ивановны Цветаевой.
Создал один из проектов памятника Соловьяненко, но его работа не была утверждена и памятник сделали по проекту Александра Скорых.
В 2011—2012 годах принимал участие в конкурсе проектов памятник Сергею Есенину. Работа Александра Порожнюка заняла третье место.
Им выполнены также портреты С. Прокофьева, Л. Бетховена, Г. Маркеса, В. Высоцкого, Т. Шевченко и др.

монумент «Освободителям Донбасса»
памятник погибшим воинам-афганцам
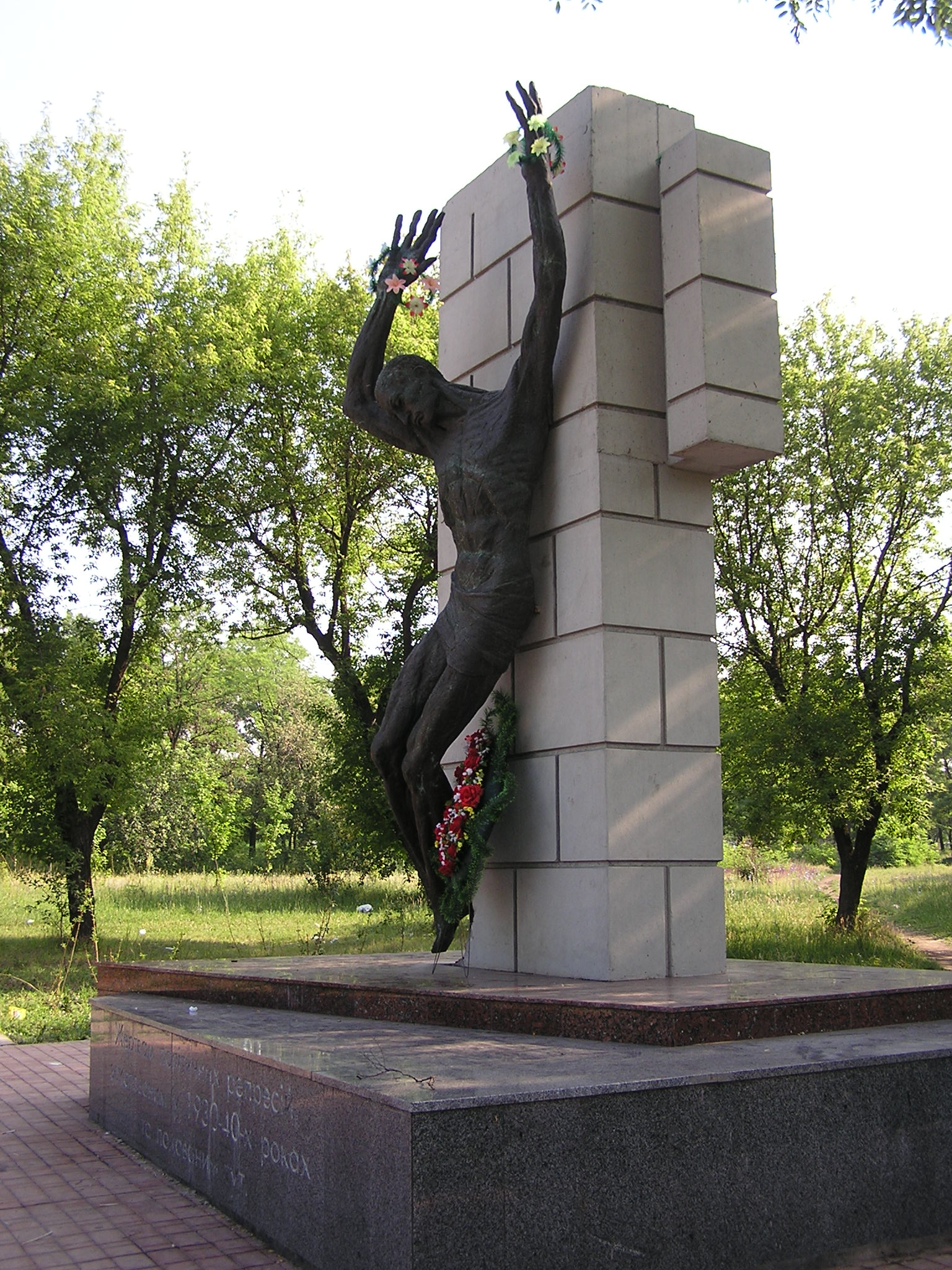
памятник жертвам политических репрессий
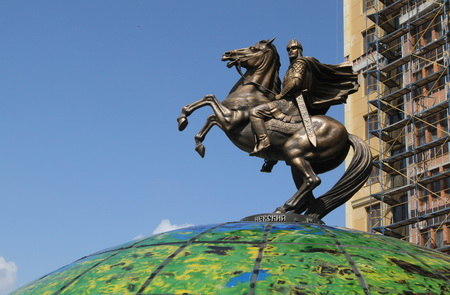
Александр Невский
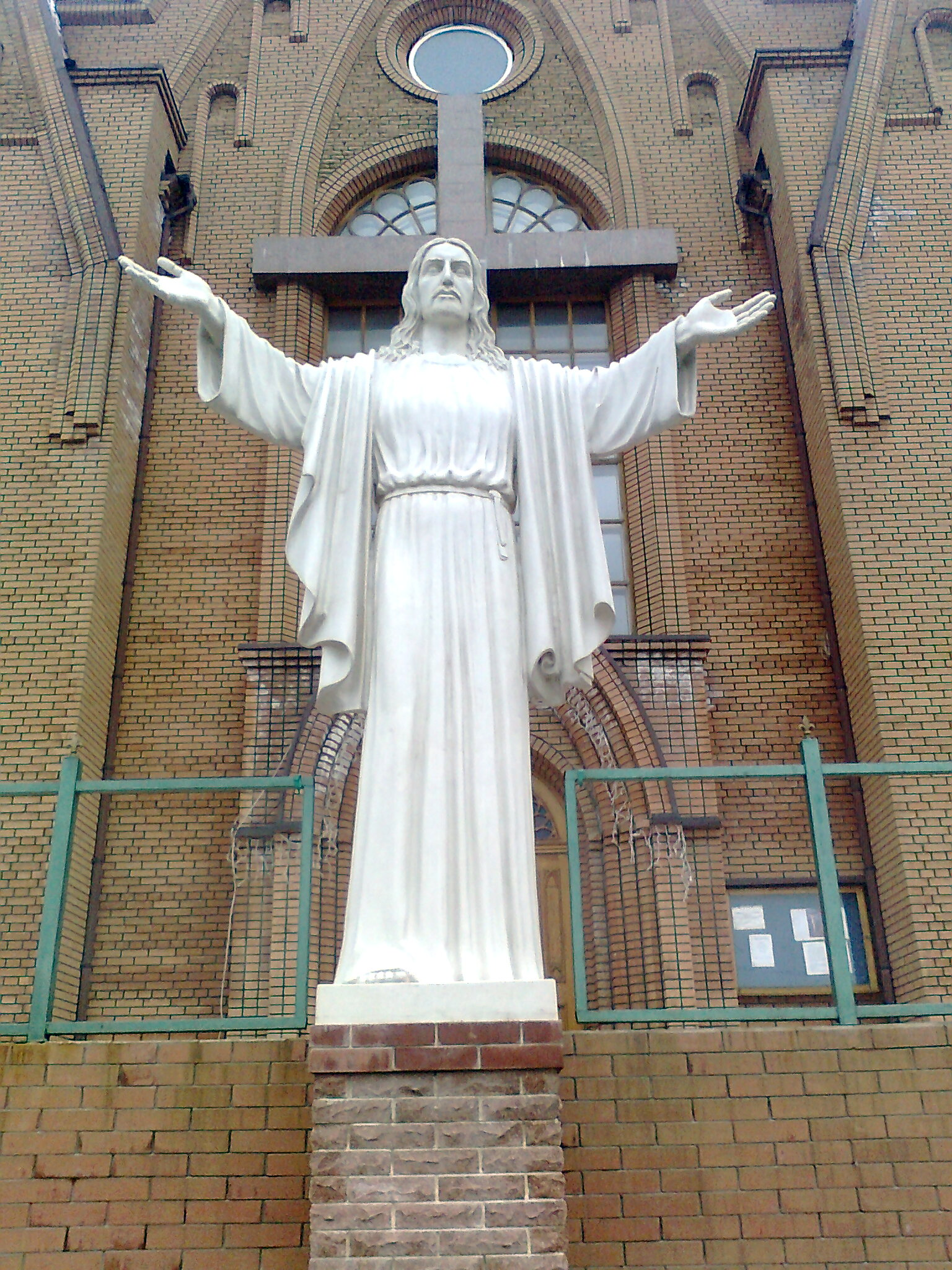
Иисус Христос